# Dorsolaterala prefrontalkortex
Dorsolaterala prefrontalkortex (vanligen förkortat DLPFC)  utgör den överst belägna delen av den prefrontala hjärnbarken. Områdets funktion omfattar bland annat högre spatiala förmågor och arbetsminne. Vid mindre aktivitet lokaliserad till dorsolaterla prefrontalkortex försämras förmågan till medvetna beteendeval, och personens handlande styrs i större utsträckning av företeelser i omgivningen.

## Anatomi
Dorsolaterala prefrontalkortex utgör den överst belägna delen av den prefrontala hjärnbarken, angränsande till premotoriska cortex och supplementära motorarean respektive orbitofrontala cortex. Området motsvaras av Brodmannareorna 9 och 46.
Områdets huvudsakliga afferenta strukturella kopplingar kommer från  parietallobens bakre del och den övre temporallobsvindlingen. Efferenta kopplingar går till ovan nämnda områden såväl som till samtliga premotoriska areor, cingulära cortex, de basala ganglierna och övre fyrhögarna. Dorsolaterala cortex kan därmed sägas vara slutmålet för den dorsala synströmmen som förmedlar rumslig information till området varpå denna via dorsolaterala kortex kan omsättas i spatialt riktat beteende. 

## Funktion

### Arbetsminne
Mycket av dorsolaterala kortex funktion kan förstås utifrån dess kopplingar till B7a, den bakre parietalloben, och därmed den dorsala synströmmen. En spatial komponent av korttidsminnet som utgår ifrån information från parietalloberna och lokaliserats till dorsolaterala kortex har kunnat särskiljas från den som utgår ifrån informationsflödet från temporalloberna.  Området anses också ha en större roll i val av beteende baserat på erfarenheter ur korttidsminnet än andra prefrontala areor. 
Dorsolaterala prefrontalkortex har visats ha en roll i att generera och upprätthålla effektiva beteendestrategier, i synnerhet relaterade till spatiala förmågor. I ett experiment utfört på apor där dessa hade i uppgift att öppna var och en av 25 dörrar för att hämta mat gömd bakom varje dörr visade det sig att aporna med en skada lokaliserad till area B46 (Brodmannarea 46) i lägre utsträckning utvecklade effektiva strategier för uppgiften och därmed mer ofta återvände till de dörrar där belöningen redan hämtats jämförts med den friska kontrollgruppen.
Ytterligare en apstudie har visat på en besläktad funktion till beteendeplanering; ihågkomst av självgenererade handlingar. Apor med dorsolaterala skador förblir opåverkade i uppgifter som kräver minne för objekt, men presterar på slumpnivå när uppgiften kräver minne av vad apan själv tidigare gjort med olika objekt.  
Också för uppgifter enbart relaterade till spatialt arbetsminne har dorsolaterala kortex visat sig ha en funktion. Då apor tränats till att hålla blicken fäst vid en ljuspunkt belägen centralt i synfältet, för att sedan flytta blicken till en annan plats först tre sekunder efter att en ljuspunkt blinkat där, visade sig apor med skador i B46  ha svårare att minnas platsen för det andra ljuset.  
Utifrån detta kan B46 antas härbärgera en intern representation av rumslig information. Denna uppfattning stöds också av mätningar som gjorts med elektroder genom så kallad ’single-unit recording’, där vissa cellgrupper i området visat aktivitet beroende på ett visuellt stimulis lokalisering i ett specifikt rumsligt läge. Samma neuroner är aktiva under fördröjningsperioden vid test av fördröjd respons, men inte under själva responsen. B46 kan således beskrivas som den temporära lagringsplatsen för det spatiala arbetsminnet. 
Dorsolaterala kortex verkar även spela en roll för arbetsminnet utöver dess spatiala delar. I en studie där apor tränats att associera två olika toner med en respektive färg och sedan gavs uppgiften att trycka på en knapp av motsvarande färg då de hört en av tonerna efter en fördröjning på tio sekunder spelades aktivitet för enskilda neuron i frontalloben in. Under fördröjningen kunde aktivitet i två större grupper av neuron i dorsolaterala kortex tillsammans med area B6 och B8 noteras, beroende på vilken ton som spelats. I de fall då aporna tryckte på fel knapp visade neuronen ingen aktivitet alls under fördröjningen, vilket tolkas som att arbetsminnets förmåga att koppla ihop ljud med färg är lokaliserat till dessa celler. 

### Visuomotorisk och spatial förmåga
Spatialt tänkande är förknippat med ökad blodtillförsel till dorsolaterala kortex, något som har kunnat mätas då patienter ombetts att föreställa sig att de går längs en väg och svänger av vid olika platser. Den dorsolaterala barkens ymniga kopplingar till B7a samt den övre temporallobsvindlingen, två areor som båda är viktiga för riktat spatialt beteende, innebär att dorsolaterala kortex kan antas vara inblandad i sådant, även om det inte är självklart vari denna skulle bestå. En möjlig kandidat för detta, med tanke på den ökade blodtillförseln vid föreställd motorisk aktivitet, är valprocessen av spatialt riktade beteenden. 

### Övriga funktioner
Andra funktioner som lokaliserats till dorsolaterala prefrontalcortex inkluderar initiativförmåga, betingad inlärning, inlärning av visuomotoriska färdigheter, verbal ihågkomst och social förmåga. 

## Skador
De störningar som är associerade med skador begränsade till enbart dorsolaterala prefrontalcortex skiljer sig väsentligt från det vanligare frontallobssyndromet som kännetecknas av känslomässig avtrubbning eller känslighet till följd av skador i orbifrontala prefrontalkortex. Symptomen för dorsolaterala skador är ofta mindre uppenbara och patienten kan ytligt sett tyckas fungera normalt. Patienten själv saknar oftast helt insikt om nedsättningarna varmed redogörelser från anhöriga är av stor vikt vid diagnostik. 

### Nedsatt autonomt handlande
Ett kännetecknande symptom vid dorsolaterala skador är att patienten förlorar autonomin i sitt beteende i förhållande till omvärlden. Vad individen gör bestäms då mer eller mindre helt av situationen och i extrema fall kan denna härma vad andra gör helt utan hämningar. Vid en ännu svårare skada kan härmningsbeteendet också utökas med oreflekterat användande av saker i omgivningen. Vid anblicken av till exempel en blodtrycksmätare kan patienten börja mäta blodtrycket på den närmast tillgängliga personen, helt oberoende av instruktioner, socialt sammanhang eller tidigare erfarenheter. Även då patienten explicit uppmanas att upphöra med dessa beteenden är denne obenägen att sluta, trots att hen förstått innebörden av instruktionen. Patienten förmår inte välja vilka handlingar hon ska utföra och blir således offer för de beteendeimpulser omgivningen genererar. Orsaken till detta ligger i dorsolaterala barkens påverkan på B7a – den bakre parietalloben. Då B7a integrerar olika typer av sinnesinformation för att informationen ska kunna användas för konstruktiva beteenden riktade mot omvärlden tenderar området att aktivera olika handlingar. Genom sina efferenta kopplingar till arean kan dorsolaterala kortex selektivt hämma, och därmed välja vilka beteendeimpulser som ska omsättas i handling. 
Även renodlad ekopraxi och ekolali kan uppstå vid dorsolateral skada, men i dessa fall handlar härmningarna och upprepningarna om helt reflexmässiga responser utan medveten kontroll. Symptomen förekommer enbart vid neuronala skador och sjukdomar med en större utbredning än dorsolaterala kortex. 
Att förmågan till val bland handlingsalternativ försämras vid dorsolateral skada innebär också en avsevärd försämring av koncentrationsförmågan. Då individen inte kan välja bort incitamentet att flytta uppmärksamheten till något annat omöjliggörs koncentrationen på en specifik uppgift. När det finns få saker i miljön som drar till sig uppmärksamheten kan patienten istället förbli passiv då handling kräver ett aktivt val av beteende. Skador resulterar därmed ofta i att meningsfulla beteenden störs av meningslösa sådana, eller att de inte förekommer alls. Då någon annan leder och instruerar patienten genom en aktivitet kan detta däremot lyckas.  Samma mönster har påvisats för sexualiteten hos patienter med dorsolaterala skador; de förefaller ointresserade av sexualitet men kan genomföra sexuella handlingar om de leds genom aktiviteten. 

### Övriga symtom
Samtliga uppgifter som kräver en planering i flera steg blir försvårande för personen med en dorsolateral skada. Detta kan yttra sig i så rudimentära uppgifter som huvudräkning; patienten klarar sannolikt av en enkel beräkning som utförs under bråkdelen av en sekund, men kan ha mycket svårt med en beräkning som måste utföras i flera steg trots att varje enskilt steg inte är svårare än den första enkla beräkningen. 
Patienterna har också kategoriska svårigheter att anpassa sitt beteende efter förändrande förutsättningar. Under ett test där det rätta svaret eller strategin ändras under testets gång kan patienten med dorsolateral skada observeras hålla fast vid en dysfunktionell strategi som tidigare fungerat trots klara indikationer på att så ej längre är fallet.   
Perceptionen av omvärlden påverkas också vid skada, men mer indirekt. Den konstant skiftande uppmärksamheten gör att ett stimulus ej kan betraktas i sin helhet utifrån en automatisk perceptuell strategi, utan processas som en rad mer eller mindre slumpmässigt lösryckta detaljer. 
Styrkan i händerna har visat sig påverkas negativt av skador i dorsolaterala prefrontalkortex. 